# Amphisbaena polygrammica
Amphisbaena polygrammica là một loài bò sát trong họ Amphisbaenidae. Loài này được Werner mô tả khoa học đầu tiên năm 1900.